# 다네이치정
다네이치정(種市町)은 이와테현 최북단에 위치하며 태평양에 면해 있던 정이다. 2006년 1월 1일에 오노촌과 합병하여 히로노정이 되어 소멸하였다.

## 역사
- 1889년 4월 1일 - 정촌제 시행과 함께 기타쿠노헤군 다네이치촌이 성립하였다.
- 1896년 3월 29일 - 기타쿠노헤군과 미나미쿠노헤군이 합병해 구노헤군 다네이치촌이 되었다.
- 1951년 4월 1일 - 정으로 승격하였다.
- 1955년 2월 11일 - 구 다네이치정과 나카노촌이 합병해 새로운 다네이치정이 되었다.
- 2006년 1월 1일 - 오노촌과 합병해, 구노헤군 히로노정이 되었다.

## 교통

### 철도
- 동일본 여객철도 하치노헤 선

### 도로
- 국도 45호선